# Playgirl (film)
Playgirl è un cortometraggio del 2002 diretto da Fabio Tagliavia e scritto da Marco Ponti.

## Trama
Daniele esce di casa per calmarsi dopo una furiosa litigata con la fidanzata. Tranquillizzato, torna a casa e trova la fidanzata Chiara in atteggiamenti intimi con uno sconosciuto: ne nasce una nuova lite, e Chiara reagisce in un modo assurdo. Secondo Chiara, il fidanzato non può avere delle pretese dopo che è sparito per due anni. Da quel momento in poi, la realtà di Daniele si fa incerta.

## Riconoscimenti
Nastro d'argento
- 2003 - Premio speciale a Valerio Mastandrea e Fabio Volo

Premio Massimo Troisi
- 2003 - Miglior cortometraggio